# Орт, Альберт
Альберт Орт (15 июня 1835, Ленгефельд около Корбаха, Вальдек — 23 августа 1915, Берлин) — германский почвовед и учёный в области сельского хозяйства, преподаватель, научный писатель.
Родился в семье сельских хозяев-арендаторов. С 1854 по 1857 год изучал геологию и химию в университетах Берлина и Гёттингена, затем проходил сельскохозяйственную практику и в 1860—1867 годах преподавал в сельскохозяйственном училище в Касселе. В 1867 году продолжил учёбу, специализировался на почвоведении и геологии; докторскую степень получил в Гёттингенском университете в 1868 году. В 1870 году габилитировался в Галле, с 1871 года преподавал в звании экстраординарного профессора экономики сельского хозяйства сельскохозяйственном институте в Берлине. В последующие годы активно занимался геологическим картографированием Пруссии и ныне считается одним из основателей сельскохозяйственной картографии. В 1880 году возглавил агрономической и химической лаборатории при геологической службе Пруссии. С 1881 года был ординарным профессором агрономии в новообразованном Королевском сельскохозяйственном колледже Берлина и преподавал до 1910 года. С 1887 года до конца жизни возглавлял отделение агрономии Немецкого сельскохозяйственного общества. Состоял членом многих сельскохозяйственных обществ, в том числе берлинского Клуба фермеров, часто писал некрологи по кончине своих коллег.
Как сельскохозяйственный учёный занимался в первую очередь известкованием почв, сидератами, ускорением роста корней, гербицидами и орошением, часто проводил полевые исследования почв в различных регионах Германии. 
Главные работы: 
- «Beiträge zur Bodenuntersuchung» (Берлин, 1868),
- «Geognostische Durchforschung des schlesischen Schwemmlandes zwischen dem Zobtener und Trebnitzer Gebirge» (Берлин, 1872),
- «Die geognostisch-agronomische Kartierung, mit besonderer Berücksichtigung der geologischen Verhältnisse Norddeutschlands und der Mark. Brandenburg» (Берлин, 1875),
- «Rüdersdorf und Umgegend» (Верлин, 1877),
- «Wurzelherbarium der landwirtschaftlichen Hochschule» (Берлин, 1894).

Издал также стенные карты для преподавания почвоведения: «Wandtafeln für den Unterricht in der Bodenkunde» (Берлин, 1876).